# Médaille de l'Enfance et des Familles
La Médaille de l'Enfance et des Familles est une distinction française créée par décret du 26 mai 1920 sous le nom de « Médaille d’honneur de la famille française ». Depuis le 30 mai 2013, elle honore les parents « élevant ou ayant élevé au moins quatre enfants de nationalité française, dont l'aîné a atteint l'âge de seize ans, qui, dans l'exercice de leur autorité parentale, ont manifesté une attention et un effort constants pour assumer leur rôle de parents dans les meilleures conditions morales et matérielles possibles ». La médaille est remise au parent qui en fait la demande. Elle témoigne de la « reconnaissance de la nation », de la joie et de la force qu'apportent de nombreux enfants, de la vitalité et de la richesse que la famille nombreuse apporte à la société.

## Objet
« La médaille de la famille est une distinction honorifique décernée aux personnes qui élèvent ou qui ont élevé dignement de nombreux enfants, afin de rendre hommage à leurs mérites, et de leur témoigner la reconnaissance de la nation ».
Cette reconnaissance témoigne de la joie et la force qu'apportent de nombreux enfants, de la vitalité et de la richesse que la famille nombreuse apporte à la société.

## Historique
La médaille de la famille française a été créée par décret du 26 mai 1920, signé par le président de la République Paul Deschanel à la suite d'un rapport présenté par Jules-Louis Breton, ministre de l'hygiène de l'assistance et de la prévoyance sociales.

Dans son rapport au président de la République qui accompagne le décret, Jules-Louis Breton présente ainsi le sens qui est donné à cette médaille : « Nous insistons sur ce point que pour mériter cette récompense, il ne suffit pas de mettre au monde des enfants, il faut encore savoir les élever et s’efforcer en toute occasion par le conseil et par l’exemple de leur inculquer une saine éducation morale… Le témoignage de mérite et d’estime que nous avons en vue ne peut s’appliquer qu’aux familles méritantes et estimées telles par leurs concitoyens » :  il ne s’agit donc pas de faire une politique nataliste, c’est avant tout de valeur humaine qu’il est question.

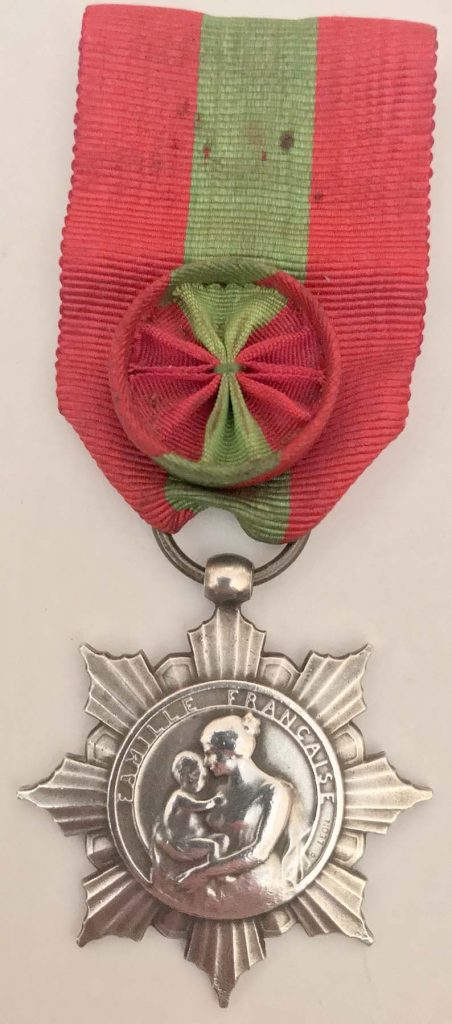
Médaille d'argent de la famille française avant 1983

Depuis 1920, le texte initial a connu de nombreuses modifications avant une refonte totale due à un décret du 28 octobre 1982 créant une « Médaille de la famille française ». Entré en vigueur le 1er janvier 1983, ce décret a été complété par un arrêté du 15 mars 1983. Le signe de l'évolution apparaît dans la reconnaissance des mérites d'un père ou de toute autre personne qui élève dignement des enfants. La codification de la partie réglementaire du code de l'action sociale et des familles (octobre 2004) a apporté des modifications importantes, notamment en la renommant « médaille de la famille » supprimant le qualificatif de « française » : la nationalité du postulant n'est plus un élément discriminant ; par contre, tous les enfants concernés par le comptage doivent être Français, c'est-à-dire issus de nationalité française.
En février 2008, à la suite d'une question écrite posée par Jack Lang, alors député, le gouvernement précise qu'il « souhaite pérenniser l'existence de cette médaille, tout en prenant soin de l'adapter aux institutions de la société ».

Le texte a ensuite été modifié en profondeur par décret en date du 28 mai 2013.

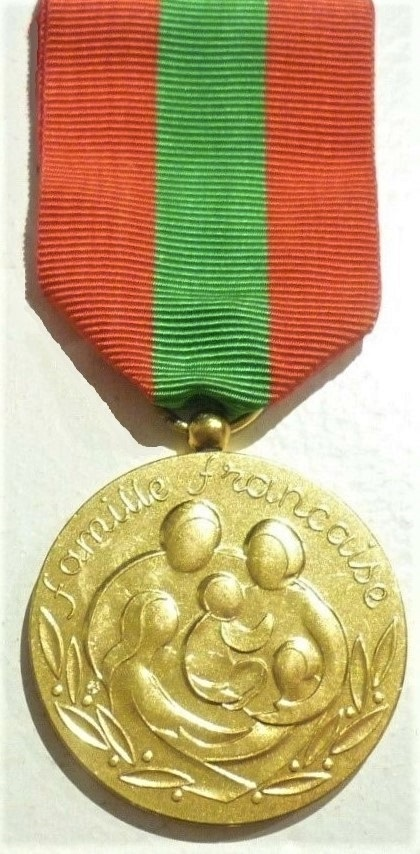
Médaille de bronze de la Famille française entre 1983 et 2022

De 1920 à 2013, il existait trois échelons : médaille de bronze (cinq enfants élevés au moins), médaille d'argent (huit ou neuf enfants élevés) et médaille d'or (dix enfants élevés et plus).
Depuis 2013, seul l'échelon bronze est conservé quelle que soit la taille de la famille,.

## Bénéficiaires
Les différentes familles concernées sont les familles « élevant ou ayant élevé au moins quatre enfants de nationalité française, dont l'aîné a atteint l'âge de seize ans, qui, dans l'exercice de leur autorité parentale, ont manifesté une attention et un effort constants pour assumer leur rôle de parents dans les meilleures conditions morales et matérielles possibles » et par dérogation :
- les personnes qui, au décès de leurs parents, élèvent ou ont élevé seuls pendant au moins deux ans leurs frères et sœurs ;
- les personnes élevant ou ayant élevé seuls pendant au moins deux ans un ou plusieurs enfants de leur famille devenus orphelins ;
- les veufs et veuves de guerre qui ayant au décès de leur conjoint trois enfants et dont l'aîné a atteint l'âge de seize ans les ont élevés seuls ;
- toute personne ayant rendu des services exceptionnels dans le domaine de la famille.

La médaille peut être accordée à titre posthume si la proposition est faite dans les deux ans du décès de la mère ou du père.

## Procédure d'obtention
L’arrêté du 24 juin 2015 (entré en vigueur le 1er septembre 2015) précise les « règles relatives à la présentation et à l'instruction des demandes et propositions d'attribution de la médaille de la famille ainsi qu'au retrait de la médaille de la famille ».

### Demande faite par ou pour une famille
Les candidatures ou les propositions doivent être déposées à la mairie du domicile. Le maire de la commune instruit le dossier et porte un avis motivé en page 5 du formulaire de demande, puis le dossier est transmis à la commission départementale de la médaille de la Famille à l'Union départementale des associations familiales (UDAF) qui donne au préfet son avis motivé sur chaque candidature à la suite de celui de la mairie.
La décision d'attribution est prise ensuite par le préfet qui a délégation pour conférer la distinction. Il établit chaque année la liste des bénéficiaires pour son département.
La médaille est traditionnellement remise par le maire à l'occasion de la fête des mères,,,.
Le président de la République profite parfois de l'occasion pour remettre lui-même cette médaille, notamment en 2015, où la cérémonie montrait combien les liens familiaux et associatifs doivent être mis en exergue.

### Demande faite par ou pour une personne ayant rendu des services exceptionnels dans le domaine de la famille
Le dossier est introduit conjointement par le préfet et par le président de l'Union départementale des associations familiales (UDAF) du département où réside la personne intéressée. Après avis de l'UDAF concernée, il est ensuite instruit par le ministre chargé de la famille. L'attribution de la médaille de la famille pour services exceptionnels rendus dans le domaine de la famille fait l'objet d'une promotion par an. Un arrêté du ministre chargé de la famille est publié au Bulletin officiel des décorations, médailles et récompenses de la République française.

## Diplôme et médaille
Lors de la cérémonie de remise de la médaille, le demandeur reçoit un « diplôme » signé par le préfet et une médaille.
La médaille est ronde, son diamètre est de 33 millimètres et frappée dans un métal bronze doré. Elle porte sur l'avers la représentation d'un groupe familial entouré de branches de laurier et l'inscription « Médaille de la famille » et, sur le revers, les mots « République française ». La médaille se porte, suspendue à un ruban, sur le côté gauche de la poitrine. Le ruban d'une largeur de 32 millimètres est divisé verticalement en trois parties égales par une bande médiane vert lumière placée entre deux bandes rouge ponceau. L'insigne est constitué par un ruban aux couleurs du ruban de la médaille.

## Récipiendaires célèbres
- Marielle Blanchier
- Rosine Picquart